# 日本農民党 (1947-1949)
日本農民党（にほんのうみんとう）は、1947年2月25日に結成された日本の政党。同年の第23回衆議院議員総選挙で、12名の候補者を立てて5名の当選者（河口陽一=(北海道2区）、北二郎=（北海道4区）、高倉定助=（北海道5区）、中野四郎=（愛知4区）、中村元治郎=（奈良全県区））を出した。その後、他の諸派から同党への参加議員があり、院内会派としては7名を数えた。
1949年の第24回衆議院議員総選挙に際しては、9名の候補者を立てたが当選者は中野四郎ひとりにとどまった。
1949年に農民新党に合流し、農民協同党を結成。

## 党勢の推移

### 衆議院
| 選挙         | 当選/候補者 | 定数 | 備考 |
| ------------ | ----------- | ---- | ---- |
| （結党時）   | 0/-         | 466  |      |
| 第23回総選挙 | 5/12        | 466  |      |
| 第24回総選挙 | 1/9         | 466  |      |